# ألدو موسر
ألدو موسر (بالإيطالية: Aldo Moser)‏ هو دراج إيطالي، ولد في 7 فبراير 1934 في جيفو ‏ في إيطاليا.

## وصلات خارجية
- ألدو موسر على موقع أرشيف الدراجات (الإنجليزية)
- ألدو موسر على موقع إحصائيات الدراجات الإحترافية (الإنجليزية)
- ألدو موسر على موقع CycleBase (الإنجليزية)